# Синусний стік
Синусний стік (лат. confluens sinuum), або злиття пазух — це точка з'єднання верхньої сагітальної пазухи, прямої пазухи та потиличної пазухи. Знаходиться в глибині за потиличним виступом черепа . Кров, що надходить у цю точку, потім стікає в ліву та праву поперечні пазухи. Верхній сагітальний синус часто впадає (або виключно, або переважно) в один поперечний синус, а прямий — в інший.
Першим описав синусний стік давньогрецький анатом, онук Арістотеля, Герофіл, який у свій час першим почав проводити систематичні розтини трупів людини для вивчення анатомії. Зокрема, ним були описані кровопостачання і морфологія оболон головного мозку, основні риси будови різних частин серцево-судинної системи. Проводячи розтини, він уперше вивчив синусний стік, названий пізніше його іменем (лат. torcula Herophili).

## Додаткові зображення

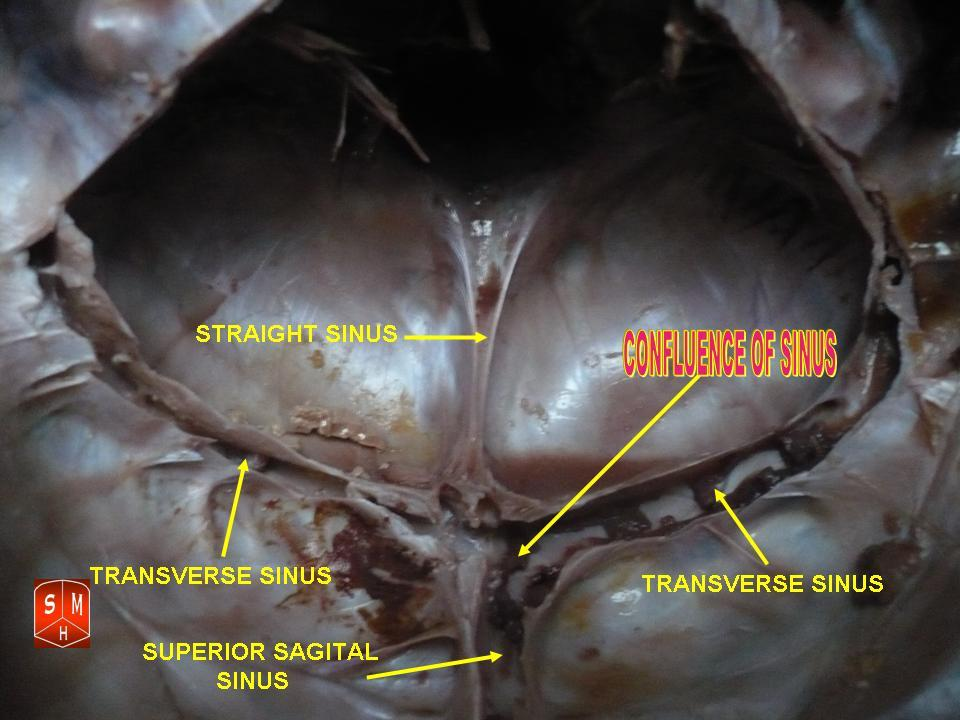
Синусний стік
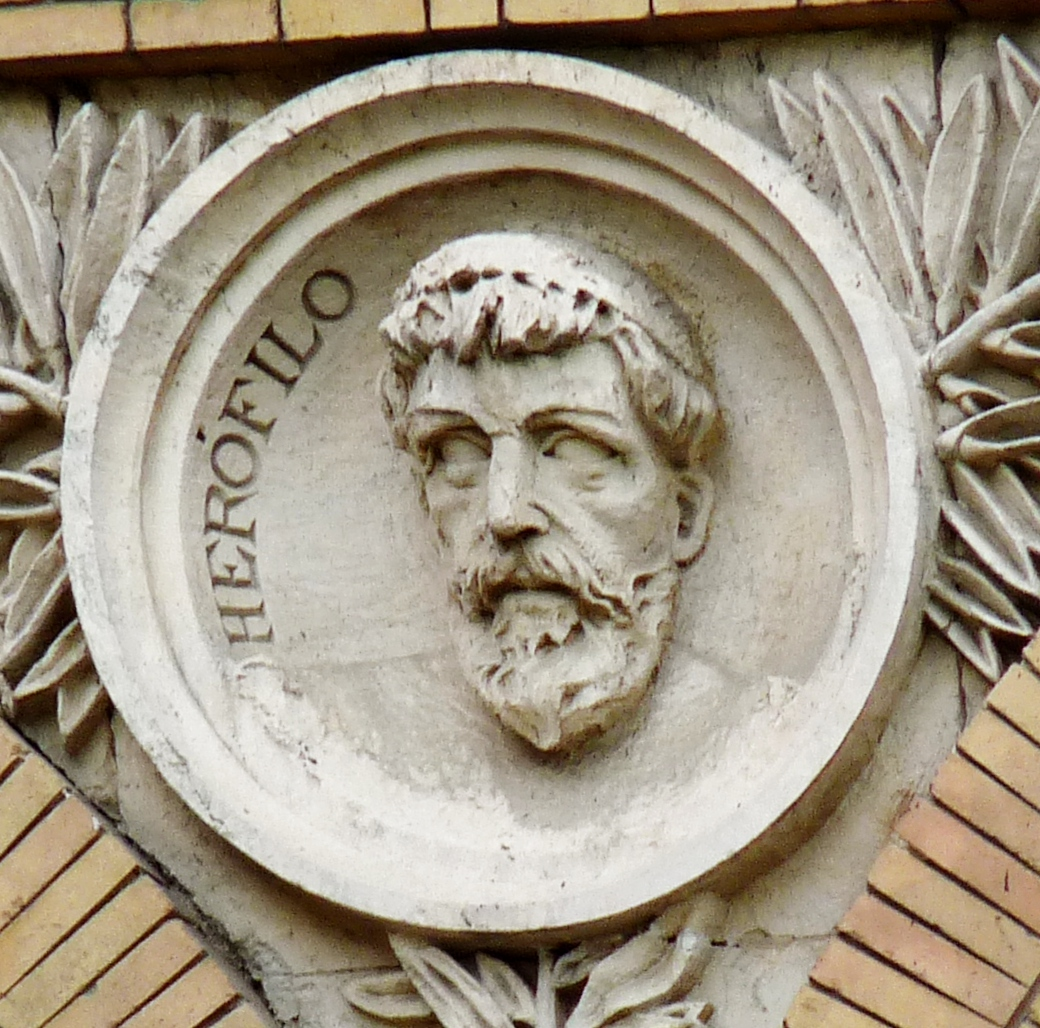
Герофіл
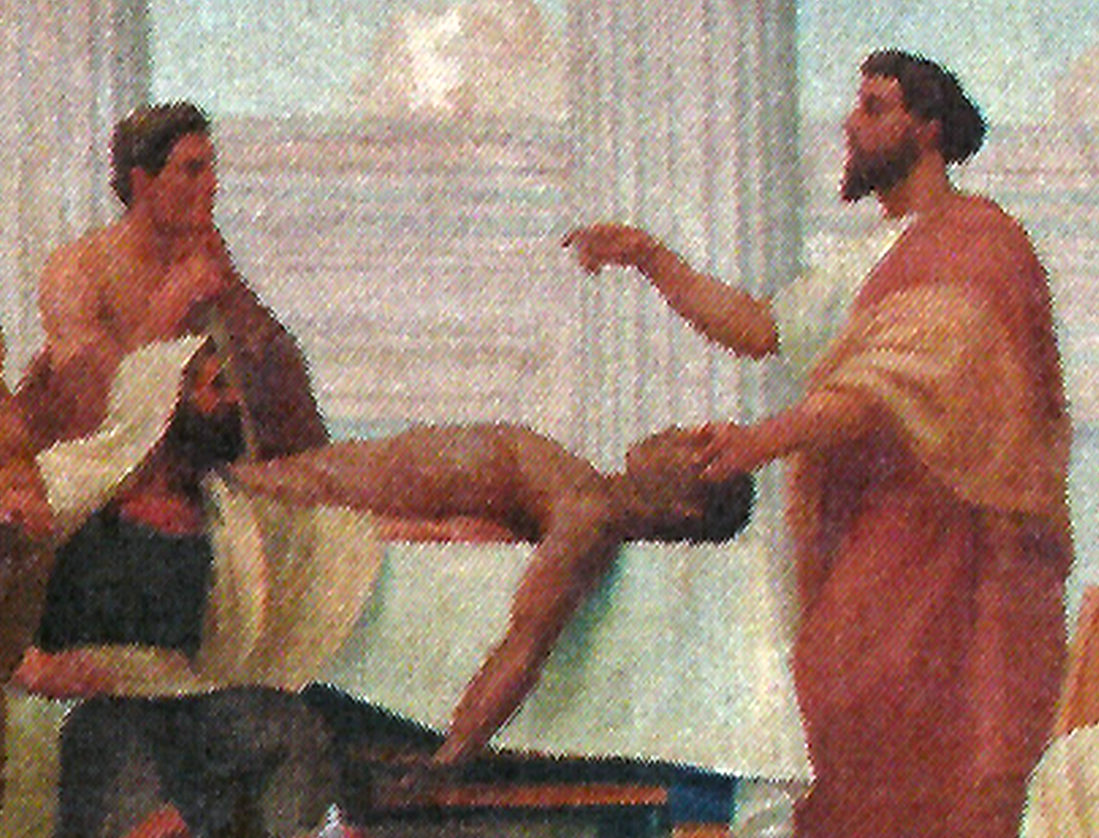
Герофіл навчає анатомії